# アリエル・アトム
アトム (Ariel Atom) は、英国サマセット州 (Somerset) にあるアリエル・モーター・カンパニーが製造している2人乗りのライトウェイトスポーツカーである。

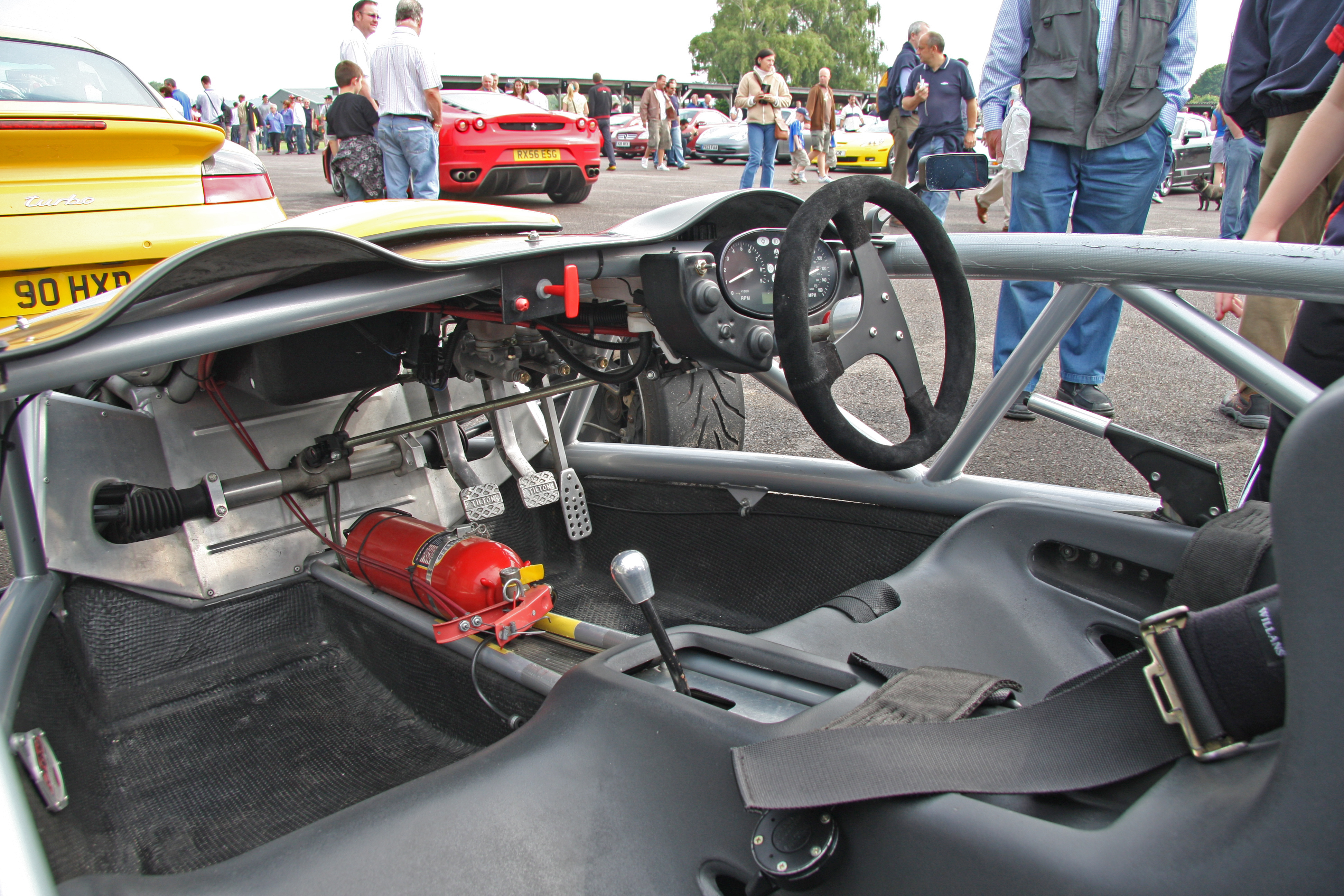
アトムはボディパネルの無いむき出しのコックピットを持つ

年間約100台程度製造している。

## 概要
ライトウェイトカーという軽量スポーツカーのカテゴリーでは一般的に1,000kg前後の車重が多いが、その中でもひときわ軽い500kg台の車重（乾燥重量）となっている。一般道を走行可能な乗用車ではあるが構造はレーシングカーに近い。現行のアリエルアトム3.5では車両重量は612kg（乾燥重量は550kg）。 エンジンは、自然吸気 2.0Lで245馬力を発生し、オプションのスーパーチャージャー仕様は、310馬力を発生する。サスペンションアームはダブルウィッシュボーン＋プッシュロッドの構成で、サスペンションはフレーム上部に寝かせて配置（インボードマウント）されている。
そのパワーウェイトレシオを乱暴に説明するなら「マツダ・ロードスターの車重を半分にして、パワーを倍にしたクルマ」である。車重とパワーはF3の規格に近い。
極めてスパルタンな車である。運転手、タイヤ、フレームがむき出しであり、ほぼボディというものが存在しない。ソフトトップ、ウインドウ、ドア等は存在せず、エアコン、オーディオは言うに及ばず。内装というものが存在しない。現代のスポーツカーにはほぼ標準となった電子安全装置ABSやTCSなども無い。 正に、公道を走るフォーミュラカーである。アトムをカスタマイズする際、本物のフォーミュラカーをイメージして、フロントウィングやリアウィングをつけることもしばしば見られる。（例）（3.5Rのローンチに伴い、純正オプションとしても前後ウイングが登場）
アリエル社自身が「No doors, no roof, no compromise.」（ドア無し、屋根無し、妥協なし。）と謳っており、その標語は「シリアス・ファン」。ドライビングを楽しくするもの以外は全て排除することを方針としている。
英国にはバックヤードビルダーと呼ばれる小規模生産の自動車メーカーが多いが、20年間も一つの車種を小規模生産のままで安定供給するメーカーは非常に稀であり、アリエル社とアトムはバックヤードビルダーの中でも特に成功した例の一つである。

## 起源 "LSC"
コヴェントリー大学の産学連携プロジェクトにより、1996年に作られたLSCがariel atomの直接的な原型である。
アトムは、コベントリー大学のトランスポート・デザイン学科の学生、ニキ・スマートの学生プロジェクトとして始まった。
LSC（Lightweight Sports Car）と呼ばれていたこの車は、ブリティッシュ・スチール社やTWR社をはじめとする自動車産業界のさまざまなメンバーの意見や資金を得て、1996年に同大学で開発された。後にアリエル・モーター・カンパニーの社長となるサイモン・サンダースは、このプロジェクトの上級講師であり、主に財務管理とデザイン講師として責任を負っていた。
彼は、ニキ・スマートを"今まで見た中で最高に才能ある学生 "と評していた。　同車（LSC）は1996年10月にバーミンガムのNECで開催された英国国際モーターショーで初公開された。
1999年、サイモン・サンダースはATOMを発表し、その折にアリエル・モーター・カンパニーの名を復活させた。

## モデル
| モデル                | エンジン                           | 気筒数 | 排気量  | 最高馬力/発生回転数 | トルク            | 最高速   | 0-100 km/h | 生産時期   |
| --------------------- | ---------------------------------- | ------ | ------- | ------------------- | ----------------- | -------- | ---------- | ---------- |
| Ariel Atom            | Rover K                            | 4      | 1,588cc | 111Bhp / 5,000rpm   | 145 Nm / 3,000rpm | 209 km/h | 4.5 秒     | 2000- 2003 |
| Ariel Atom            | Rover K                            | 4      | 1,796cc | 125Bhp / 5,500rpm   | 165 Nm / 3,000rpm |          | 5.5 秒     | 2000- 2003 |
| Ariel Atom 2          | Honda K20A2 (自然吸気)             | 4      | 1,998cc | 220Bhp / 8,300rpm   | 196 Nm / 6,100rpm | 225 km/h | 3.5 秒     | 2003- 2007 |
| Ariel Atom 2          | Honda K20A2 (スーパーチャージャー) | 4      | 1,998cc | 296Bhp / 8,300rpm   | 259 Nm / 7,150rpm |          | 2.9 秒     | 2003- 2007 |
| Ariel Atom 3          | Honda K20Z (自然吸気)              | 4      | 1,998cc | 245Bhp / 8,200rpm   | 210 Nm / 6,100rpm | 241 km/h | 3.2 秒     | 2007- 2013 |
| Ariel Atom 3          | Honda K20Z (スーパーチャージャー)  | 4      | 1,998cc | 300Bhp / 8,400rpm   | 271 Nm / 6,500rpm | 245 km/h | 2.9 秒     | 2007- 2013 |
| Ariel Atom 500 V8     | RS Developments RST-V8 90° V8      | 8      | 2,400cc | 492Bhp / 10,000rpm  | 401 Nm / 6,100rpm | 322 km/h | 2.3 秒     | 2010- 2013 |
| Ariel Atom 500 V8     | John-Hartley-konstruierter V8      | 8      | 3,000cc | 469Bhp / 10,600rpm  | 385 Nm / 7,750rpm | 274 km/h | 2.5 秒     | 2010- 2013 |
| Ariel Atom 3.5        | Honda K20Z4 (自然吸気)             | 4      | 1,998cc | 245Bhp / 8,600rpm   | 240 Nm / 7,200rpm | 241 km/h | 3.2 秒     | 2013- 2018 |
| Ariel Atom 3.5        | Honda K20Z4 (スーパーチャージャー) | 4      | 1,998cc | 310Bhp / 8,600rpm   | 285 Nm / 6,200rpm |          | 2.9 秒     | 2013- 2018 |
| Ariel Atom 3.5R       | Honda K20Z4 (スーパーチャージャー) | 4      | 1,998cc | 350Bhp / 8,400rpm   | 330 Nm / 6,100rpm | 275 km/h | 2.6 秒     | 2014- 2018 |
| Ariel Atom 3.5S (TMI) | Honda K24Z4 (スーパーチャージャー) | 4      | 2,354cc | 365Bhp / 7,500rpm   | 420 Nm / 4,400rpm |          | 2.8 秒     | 2014- 2018 |
| Ariel Atom 4          | Honda K20C1 (ターボ)               | 4      | 1,996cc | 320Bhp / 6,500rpm   | 420 Nm / 3,000rpm | 260 km/h | 2.8 秒     | 2018-      |
| Ariel Atom 4          | Honda K20C1 (ターボ )/ECUチューン  | 4      | 1,996cc | 350Bhp / 6,500rpm   | N/A               | N/A      | N/A        | 2018-      |

### アトム（2000）
2000年、アリエル社はアトムを発表、発売した。当初社員7名のいわゆるバックヤードビルダーであり、そのパーツは他車からの流用部分が多かった。車重450kg、エンジンはローバー社Kシリーズ。
topgear テストトラックでのタイムは1:24.0。

### アトム2（2003）

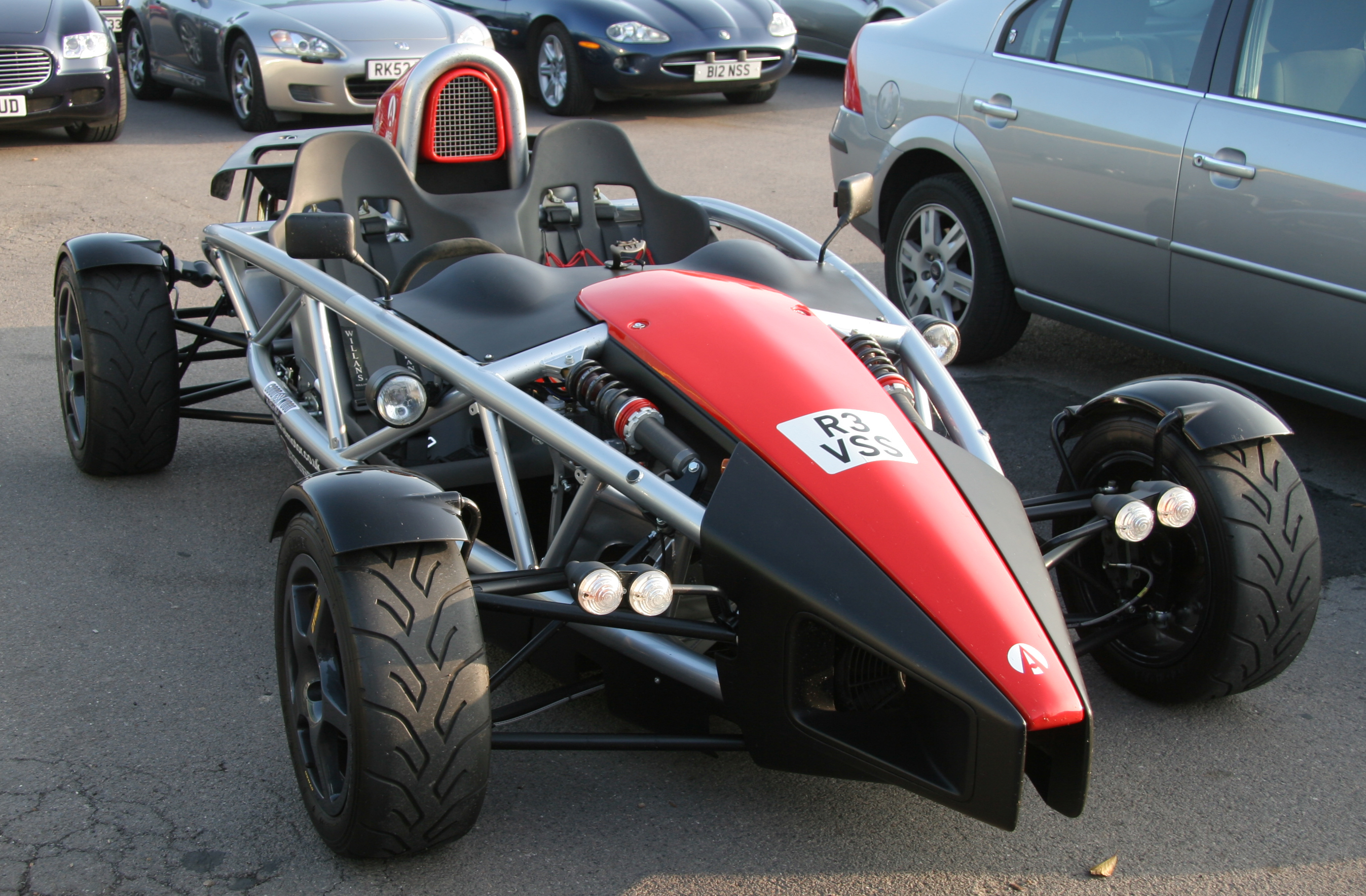
ariel atom2

2003年からのアトム2では、エンジンがそれまでのローバー社Kシリーズ(1.8L)からホンダのK20A型i-VTECエンジン（2.0L）160Bhp（NAモデル）に変更された。スーパーチャージャーモデルでは300馬力までのオプションが存在した。スーパーチャージド300Bhpのバージョンでは、456kgのボディとの組み合わせにより、0-60マイル/h加速はわずか2.9秒である。
エンジンマウントブッシュが非常に小さく、一部リジッドマウントされており、かつ、スロットルが電子化されていない為、その加速性能以上に恐るべきアクセルレスポンスを誇るピーキーなクルマである。
topgear テストトラックでのタイムは1:19.5。（参考までに、エンツォ・フェラーリのタイムが1:19.0、アトムと同じエンジンを積むCIVIC typeRで1:32.8）

### アトム3（2007）
2007年、アトム3をリリース。無限チューンからのフィードバックでフレームが補強され、エンジンはK20Z4エンジンに変更された。エンジン出力はノーマルで245Bhp、スーパーチャージャーモデルで300Bhp。アクセルが電子（バイワイヤ）化され、エンジンマウントブッシュも大型化。過敏すぎるレスポンスが扱いやすくなるようECUが調整された。
0-100km/h加速はノーマルで3.2秒、スーパーチャージドで2.8秒。最高速度は241km/h(168mph)。

### アトム無限チューン（2010）[6]
10周年を記念し10台のみ限定生産で無限（M-TEC）チューンモデルを生産。自然吸気エンジンのまま275馬力までパワーアップさせ、フレームの強化と共に、足回りのサーキット向けオプションを標準装備している。

### アトム V8（2010）
25台のみ生産。当初 予定した RS Performance のエンジン（ケーターハムの「Caterham RST-V8」のエンジンをベースに開発された3.0LV型8気筒エンジン）は、生産型では Hartley Enterprises 製となり、Suzuki Hayabusa の4気筒を2基組み合わせた 非常にコンパクトなV8エンジンとなった。　
3リッターにスープアップ(Soup Up) されたエンジンの馬力は 475bhp とある。トランスミッションは 仏SADEV 6速シーケンシャルのパドルシフトで、足まわりには Alcon の４ポッドキャリパーと Dymag のホィールを履く。エンジン単体は 90kg で、車輛全体の重量も 僅か 550kg。また、フロントとリアのウィングが標準装備となったことでダウンフォースも向上している。
0-100km/h加速は2.3秒、0-160km/h加速は5.4秒。最高速度は270km/h(168mph)である。
topgear テストトラックでのタイムは1:15.1。

### アトム3.5（2013）

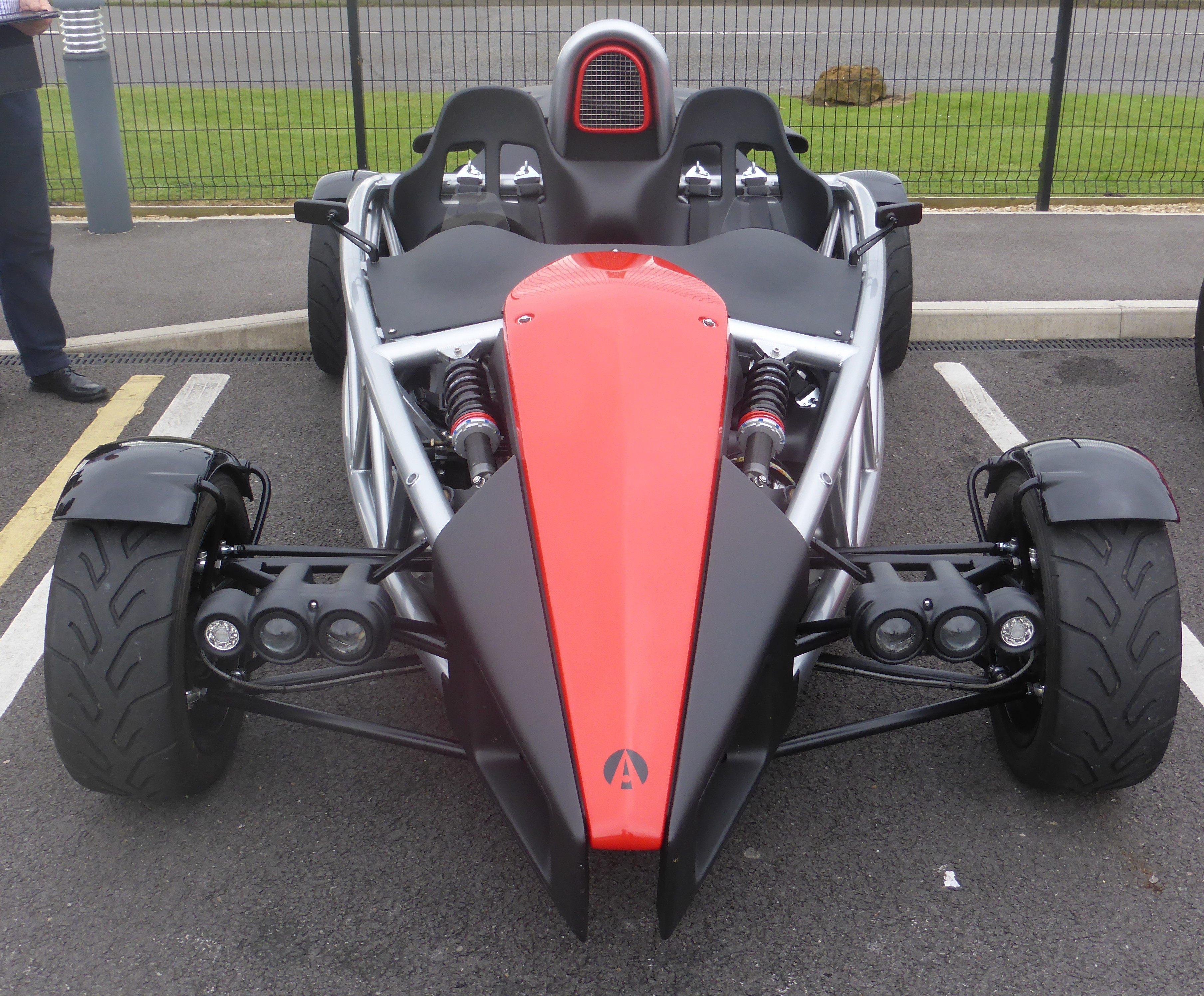
ariel atom3.5

2013年、アトム3.5をリリース。エンジンは3から据え置きのK20Z4。無限チューンド版とV8版からのフィードバックからフレームが見なおされ、シャシー剛性が上がったが、基本的にはマイナーアップデートである。
外見上の変化としては、ノーズ部分のパネルの延長、ヘッドライトとフォグ、ウィンカーの小型＆一体ユニット化。後方ブレーキランプのLED化、ダッシュパネルのデジタル化などが上げられる。また、スーパーチャージド版は310馬力とやや出力アップしている。乾燥重量で550kg、総重量612kg。
0-100km/h加速はノーマルで3.2秒、スーパーチャージドで2.8秒。最高速度は241km/h(168mph)。

### アトム3.5R（2014）
2014年に発表された、よりレーシング仕様に特化したモデル。前後ウイング、シーケンシャルパドルシフト、オイルクーラーの為のサイドポッドを装備。スーパーチャージャーの過給圧をさらに上げ、350馬力を発生させる。
0-100km加速は2.6秒。最高速275km。
topgearのdragraceテストでは0-100km/h加速 2.8秒、0-160km/h加速 5.8秒、0-400m 10.6秒となっている。

### アトム4（2018）
2018年、アトム4をグッドウッドにて発表。生産は2019年から年間100台前後としている。
最新のシビックtypeRのエンジンを搭載し、見た目はほぼ変わらないものの、シャシーから再設計されている。アリエル社自身により「アトム3.5から引き継がれたパーツは燃料キャップとクラッチペダル、そしてブレーキペダルのみ」とアナウンスされている。全長は3,520mmに拡大。ホイールベース2,390mm、トレッドは前後1,600mm/1,615mm。エンジン最高出力は320馬力／420Nmとなり、パワーウエイトレシオは標準モデルで2kgを切る(1.86kg/Bhp)。（ECUと排気のオプションにより、350馬力まで出力を上げることも可能である。）
シャシーパイプの大口径化、タイヤの大型化、高剛性化、ターボの標準化、低重心化、サスの再設計(アンチダイブ・アンチスクワットを導入)によるジオメトリの改善、2000年以来はじめてCFD（数値流体解析）を用いた空力設計を行っている。　また、全方位からの50kmクラッシュテストに耐えるとされ、欧州での車両規格をパスすることを前提として設計された。　車重は595kgと約45kg増大。主にタイヤの大型化とシャシーパイプの大口径化によって車重が増加したと思われる。
0-100km加速は2.8秒。0-160km加速は6.8秒、最高速260km。
topgear テストトラックでのタイムは1:16.0。
英AUTOCAR誌、31回目と32回目の”Britain's Best Driver's Car”を２年連続受賞。BBC TopGear Magazine ”Lightweight of the Year 2018”受賞。

## エンジン

### ROVER K
1999年の初代ATOMでは120,165,190馬力のローバーK型シリーズエンジンが搭載されていた。初期設計は1973年と古いが、コンパクトで低重心、低重量。

### Honda K20A
2003年からのATOM2のエンジンは2.0L、4気筒、ホンダのK20A型i-VTECエンジンとなる。標準仕様220馬力、スーパーチャージャーオプションで300馬力となる。レブリミットは8,600rpm。
耐久性能やメンテナンス性も良く、自然吸気で1Lあたり110馬力発生させる高性能エンジンであることから、ローバーからホンダに変更したとされている。

### Honda K20Z4
2007年からのATOM3、及び3.5はK20Z4エンジンに変更された。標準使用の出力245馬力、トルク22kgｍ。スーパーチャージャーオプションで310馬力を発生する。
シビックタイプRユーロ（FN2）のエンジンをベースとする。このエンジンはバランスシャフトのないK20Aとくらべて振動が少なく、エンジンマウントも変更されているため、クルマの振動は劇的に改善したとされる。また、DBW（ドライブバイワイヤ）とバランスシャフト追加の弊害として、アクセルレスポンスの悪化が指摘される。燃調マップの変更等により、ノーマルエンジンから50馬力近い出力アップがなされている。

### Honda K20C1
最新(2018)のHondaシビックtypeR(FK8)のエンジン。 ATOM4に採用されている。
K20の名を冠しているが、ターボモデルとなること、ニュルブルクリンクFF最速の使命を負って誕生したこともあり、実際にはほぼ流用部品の無い新規設計のエンジンである。
直列4気筒、1,996cc直噴ターボ。320馬力、トルク40.8kgmを発生させる。レッドゾーンはターボとしてはかなり高めの7,000rpm。吹け上がりを重視し、軽量フライホイール、小型カウンターウェイト、ピストンの軽量化、熱対策としてクーリングチャンネル、ナトリウム封入バルブ等、サーキット走行を前提としたコンパクトかつ高回転（ターボとしては）、高出力のエンジンとなっている。
ARIEL ATOM4用のカスタムECU(engine control unit)は英MBEが開発。

## プロトタイプ

### LSC
ATOMの直接的な原型であり、プロトタイプである。コヴェントリー大学の産学連携プロジェクトにより、1996年に作られた。
LSCは、コベントリー大学のトランスポート・デザイン学科の学生、ニキ・スマートの学生プロジェクトとして始まった。LSC（Lightweight Sports Car）と呼ばれていたこの車は、ブリティッシュ・スチール社やTWR社をはじめとする自動車産業界のさまざまなメンバーの意見や資金を得て、1996年に同大学で開発された。
後にアリエル・モーター・カンパニーの社長となるサイモン・サンダースは、このプロジェクトの上級講師であり、主に財務管理とデザイン講師として責任を負っていた。彼は、ニキ・スマートを"今まで見た中で最高に才能ある学生 "と評していた。　同車（LSC）は1996年10月にバーミンガムのNECで開催された英国国際モーターショーで初公開された。

### チタンフレーム
アリエルはフレームをチタンで作る計画を持っていた。プロトタイプが制作され、フレームパイプを大口径化しつつも全体で50kg近い軽量化を達成すると言われていた。だが、実際には溶接のためのおおがかりな設備が必要で、この計画は頓挫している。大口径化したパイプフレームのみ、アトム４にフィードバックされた。

### ファン・カー・モデル
かつてのF1で猛威を奮った底面から空気を吸い出すファン・カーと同じ構造を取り入れる計画。最初の発表の後、続報は無い。
（余談ではあるが2020年、F1でファンカーを生み出した当の設計者本人、ゴードン・マレーがT-50というハイパーカーでファンを実装した。F1と同じような効果を出すためには地面すれすれのスカートが必要だが、ロードカーでは不可能な為、車体後方のドラッグを軽減し、高速域で車体を安定させる目的が大きいと思われる）

### 電動化モデル
1,000馬力を達成するという電動モデル計画。しかし、電池の為にかなりの車重増が想像され、外観もエアロを重視したかなり異なるものである為、別車名での発売か、もしくは市販化されない可能性が高い。おなじ英国のモーガン社も電動スリーホイラーの計画を発表し、プロトタイプも製作したが、市販するには至らなかったという経緯もあり、実現性は低い。（世界的に純粋なガソリン車を作るのを禁止する方向に向かっており、アリエルとしても現時点から基礎研究を行う必要があるということであろう。）